# Dogen
Dōgen, född 1200, död 1253, var en japansk zenbuddhistisk munk som anses ha grundat Sōtō, en riktning inom japansk zen.
Han blev tidigt föräldralös och så småningom tendaimunk. År 1223 for han till Kina för att besöka ett antal kinesiska kloster. År 1225 reste han till Tiantong Rujing, en chanbuddhistisk mästare. Detta möte inspirerade honom starkt.
År 1233 flyttade han till Koshoji utanför Kyoto. Där grundade han ett zenbuddhistiskt kloster. Senare flyttade han till ett nybyggt kloster kallat Daibutsuji i Echizen (dagens Fukui prefektur). Han döpte om detta kloster till Eiheiji år 1246. Här författade han flera av essäerna i sitt mest kända verk: Shobogenzo.

## Eftermäle
Asteroiden 11064 Dogen är uppkallad efter honom.